# 柏原上島線
柏原上島線（かしわばらかみじません）は浜松市内の中央区上島と中央区篠原町を結ぶ都市計画道路。
県道261号線の接続部は早い時期に完成。大平台のメインストリート。
現在は中央区上島の一部区間と中央区富塚町から中央区篠原町が開通している。
2009年に東海道本線の跨線橋が完成するまでは、高塚北交差点までの暫定開通だった。
掛舞線との交差点と篠原東交差点の間には未買収区間がある。(2020年7月より2車線化工事)

## 交差する道路
- 国道1号線[篠原東交差点]
- 静岡県道316号線(掛舞線)
- 国道257号線(旧国道1号線)
- 静岡県道62号線[田端橋北交差点]
- 雄踏街道(旧県道62号線)[帰帆橋南交差点]
- 静岡県道325号線[神ケ谷東交差点]
- 静岡県道48号線